# Lotus 56
Chronologie des modèles (1968, 1971)
Lotus 72C (F1)
Lotus 42 (Indy 500) Lotus 72D (F1)
Lotus 64 (Indy 500)
La Lotus 56 est une monoplace des 500 miles d'Indianapolis et de Formule 1 à turbine à gaz et transmission intégrale du Team Lotus, conçue par Colin Chapman et Maurice Philippe pour les 500 miles d'Indianapolis 1968. Une nouvelle version, la Lotus 56B a été développée pour la saison 1971 de Formule 1.

## Histoire

### Lotus 56
Cette voiture est développée durant une période très difficile chez Lotus : Jim Clark, pilier de l'équipe, qui avait testé la voiture, se tue le 7 avril 1968 en compétition sur l'Hockenheimring. Il est remplacé par son ancien équipier Mike Spence, qui, à son tour, se tue à Indianapolis en testant la voiture. 
La Lotus 56 engagée à Indianapolis en 1968 est motorisée par une version modifiée de la turbine à gaz ST6 Pratt & Whitney, déjà utilisée sur la STP-Paxton Turbocar qui faillit gagner la course en 1967. Le reste de la voiture est le fruit d'un développement entièrement nouveau, à l'aérodynamique plus poussée que la Silent Sam.
L'USAC, qui définit les règles de l'Indy 500, réduit fortement la taille maximum des entrées d'air, handicapant sérieusement les turbines à gaz. La Lotus 56 compense la réduction de puissance en adoptant une transmission intégrale mais avec une aérodynamique améliorée, une conception sophistiquée de la suspension, ainsi qu'une masse réduite de 200 kg. 
Trois voitures sont engagées, pilotées par Graham Hill, Joe Leonard, et Art Pollard. Joe Leonard part en pole position. Tandis qu'en 1967, la Silent Sam domine largement la course, les Lotus 56 sont plus à la peine. Si elles font jeu égal avec leurs concurrentes, c'est plus grâce à leur aérodynamique, leur transmission intégrale et leur châssis qu'à leur motorisation. Graham Hill perd une roue en course et Art Pollard subit une défaillance de la pompe d'alimentation. Joe Leonard prend la tête de la course pendant quelques tours, jusqu'à ce que sa pompe d'alimentation lâche.
Peu de temps après. l'USAC émet de nouvelles restrictions sur les turbines, conduisant à leur disparition en compétition. Par la suite, l'USAC les bannit totalement, ainsi que les transmissions intégrales. Art Pollard revient en 1969 à Indianapolis avec une Lotus 56 motorisée par un moteur Offenhauser ; parti de la quatrième ligne, il abandonne sur casse mécanique au sixième tour. 

### Lotus 56B
La Lotus 56B, engagée en Formule 1, est équipée d'ailerons avant et arrière et de réservoirs supplémentaires. Elle est pilotée par Emerson Fittipaldi pour la Race of Champions de Brands Hatch en mars 1971, épreuve hors-championnat. Pendant les essais, sous la pluie, la voiture est loin d'égaler les véhicules les plus rapides de la compétition ; la course, sur le sec, lui permet de se hisser en milieu du peloton.
À l'International Trophy de Silverstone, la voiture ne fait que trois tours de chauffe avant que Fittipaldi abandonne sur casse de suspension.
Dave Walker la fait courir au Grand Prix des Pays-Bas, à Zandvoort, en juin 1971. Il remonte de la vingt-deuxième à la dixième place en cinq tours, sous une pluie battante, avant de sortir de piste et d'abandonner. 
En juillet 1971, le Suédois Reine Wisell la pilote au Grand Prix de Grande-Bretagne, à Silverstone, et termine la course non classé.
Fittipaldi la conduit une dernière fois au Grand Prix d'Italie, à Monza, en septembre 1971, finissant huitième, ce qui reste le meilleur résultat en compétition obtenu par une Lotus 56.

## Conception
À la différence de la STP-Paxton Turbocar, construite en side-by-side (le pilote décalé sur la droite avec la turbine à sa gauche) la Lotus 56 est construite en ligne : le pilote à l'avant du bloc moteur situé en position classique derrière lui. 
Le moteur est une version modifiée de la  turbine à gaz Pratt & Whitney Canada PT6, un petit moteur d'hélicoptère. Un convertisseur de couple remplace l'embrayage et la boîte de vitesses. Le moteur tournant au ralenti à un peu plus de 50 % du plein régime, le pilote n'a pas besoin d'appuyer sur la pédale d'accélérateur pour s'élancer : il suffit de relâcher la pédale de frein.
Théoriquement, une turbine à gaz du type de celle de la Lotus 56 peut développer plus de 2000 chevaux pour une masse à peine supérieure à 100 kg. C'est pourquoi plusieurs réglementations successives de l'USAC limitèrent leur potentiel en compétition automobile. Celle de 1968 obligeait à brider l'admission du moteur à 103,22 cm3 ce qui limite la puissance de sortie de la turbine à 505 chevaux, avec une latence de trois secondes.

## Résultats
- Abandon aux 500 miles d'Indianapolis 1968
  - Graham Hill sur accident au 110e tour
  - Art Pollard sur problème d'alimentation au 188e tour
  - Joe Leonard sur problème d'alimentation au 191e tour
- Abandon au Grand Prix des Pays-Bas 1971 de David Walker
- Non-classement au Grand Prix de Grande-Bretagne 1971 de Reine Wisell
- 8e au Grand Prix d'Italie 1971 pour Emerson Fittipaldi